# Белоножко, Марк Николаевич
Марк Никола́евич Белоно́жко (17 [30] марта 1915, Домоткань, Екатеринославская губерния — 26 сентября 1943, Черниговская область) — советский офицер, участник Великой Отечественной войны, командир роты 42-го отдельного инженерно-сапёрного батальона 59-й инженерно-сапёрной бригады 60-й армии Центрального фронта, Герой Советского Союза (17.10.1943), капитан.

## Биография
Родился 17 (30) марта 1915 года в селе Домоткань (ныне в Верхнеднепровском районе Днепропетровской области Украины) в семье крестьянина. Украинец. Окончил три курса педагогического техникума. Работал учителем в городе Александрия Кировоградской области (Украина).
В 1937 году призван в ряды Красной армии. В 1941 году окончил Московское военно-инженерное училище. В боях Великой Отечественной войны с июня 1941 года. Воевал на Брянском, Западном и Центральном фронтах.
В феврале 1942 года на Брянском фронте в районе сёл Белый Камень и Велинковичи разгорелся танковый бой. Наших танков было намного меньше, чем фашистских. Не выдержав напора гитлеровцев, они вынуждены были отойти. Тогда фашистские танки устремились вдогонку.
И вдруг — один за другим — стали подрываться на минах. Там, где только что прошли наши танки, оказалось минное поле. Это группа минёров под руководством М. Н. Белоножко молниеносно заложила мины, сделав это почти на виду у вражеских машин. Фашисты прекратили преследование.
Вскоре в наступление пошли наши танки. В одном месте путь им преградили мины, заложенные гитлеровцы перед отступлением. Получилась заминка. Враг мог оторваться и успеть закрепиться на новом рубеже. Но в это время появилась группа сапёров во главе с М. Н. Белоножко. Минное поле было быстро обезврежено, и наши танки беспрепятственно пошли вперёд, преследуя врага по пятам.
Не только с минами имели дело сапёры М. Н. Белоножко. Приходилось восстанавливать разрушенные врагом дороги, строить мосты, убирать с пути завалы и заграждения. Так, в районе города Путивль на Сумщине гитлеровцы, отступив за реку Сейм, сожгли мост. Из воды лишь торчали обгоревшие сваи. Преследуя врага, наши стрелковые подразделения с техникой остановились перед водной преградой. За восстановление моста взялись сапёры под руководством М. Н. Белоножко. И в этот раз не ушли гитлеровцы от расплаты.
А затем на пути наступающих встала новая большая преграда — река Десна. 22 сентября 1943 года капитан М. Н. Белоножко с группой сапёров-разведчиков между сёлами Коропье и Моровск первым переправился на правый берег Десны. Использовав все возможные средства, он оперативно организовал переправу, и когда на берег прибыла вся рота, её ждали плоты, способные выдержать артиллерийские орудия и танки.
Трое суток не уходил М. Н. Белоножко с реки, подавая личный пример мужества и неутомимости. Он руководил погрузкой подразделений, наступающих частей стрелкового корпуса, боевой техники, своевременно организовывал отражение налётов вражеской авиации, применяя дымовую защиту.
Сапёры 1-й роты во главе с капитаном М. Н. Белоножко первыми подошли к Днепру. Перед ними стояла задача: к рассвету 25 сентября 1943 года переправить на правый берег реки передовой отряд десантников Конотопской дивизии. Десант должен был захватить плацдарм и удерживать его до тех пор, пока реку не форсируют другие подразделения.
И хотя переправочные средства отсутствовали, выход из положения был найден. Несмотря на наступившую ночь, первые два плота были изготовлены. Две группы десантников благополучно достигли правого берега Днепра и завязали бой за первую линию обороны фашистов. Тем временем М. Н. Белоножко и его сапёры под огнём врага перегнали плавучие средства обратно, и на них погрузился второй отряд десантников.
Утром 26 сентября 1943 года, когда погрузка этого отряда была уже закончена, рядом с командиром разорвался тяжёлый снаряд. Осколок поразил М. Н. Белоножко. Похоронен в братской могиле в городе Остёр Козелецкого района Черниговской области (Украина).
Указом Президиума Верховного Совета СССР от 17 октября 1943 года за мужество и героизм, проявленные при форсировании рек Десна и Днепр, капитану Белоножко Марку Николаевичу присвоено звание Героя Советского Союза (посмертно).

## Награды
- Медаль «Золотая Звезда» Героя Советского Союза
- Орден Ленина
- Медали

## Память
- Похоронен в братской могиле в городе Остёр Козелецкого района Черниговской области (Украина).
- Имя Героя носит улица в городе Остёр.